# Cladodiptera bugabensis
Cladodiptera bugabensis är en insektsart som först beskrevs av Fowler 1900.  Cladodiptera bugabensis ingår i släktet Cladodiptera och familjen Dictyopharidae. Inga underarter finns listade i Catalogue of Life.